# Arthur Giry
Pour les articles homonymes, voir Giry.
Jean-Marie Joseph Arthur Giry, né le 29 février 1848 à Trévoux et mort le 13 novembre 1899 à Paris 6e, est un diplomatiste et paléographe français.

## Biographie
Fils d’un receveur des contributions directes de Joigny, Giry entre, après des études classiques au lycée de Chartres, à l’École des chartes, où l’enseignement de Jules Quicherat le porte à étudier l’histoire médiévale. Il suit parallèlement les cours de l’École des hautes études, dès sa fondation en 1868 et ceux de la faculté de droit, où il obtiendra une licence en 1875.
Ses études ayant été interrompues par la guerre franco-allemande de 1870, il a fait la campagne de la deuxième Armée de la Loire, comme capitaine des Gardes mobiles de l’Yonne. Ayant obtenu le diplôme d’archiviste paléographe, il entre, en 1873, comme archiviste aux Archives nationales de Paris. Puis il est maitre de conférences à l’École pratique des hautes études, en 1877. En 1881, il est chargé de conférences à la Faculté des lettres de Paris. Le 27 mars 1885 il est nommé, par décret, professeur de diplomatique à l’École nationale des chartes.

### Travaux
Giry commence ses recherches par l’étude des chartes municipales de Saint-Omer, sa thèse d’École des chartes ayant pour titre « Prolégomènes du cartulaire de l’église Notre-Dame de Saint-Omer » (1870). Il obtient rapidement un poste à l’École des hautes études (1874) puis est nommé directeur d’études : il publie alors son premier ouvrage d’importance Histoire de la ville de Saint-Omer et de ses institutions jusqu’au XIVe siècle (1877). Il élargit alors son étude à d’autres villes, en suivant les pistes ouvertes par Augustin Thierry.
La consultation méthodique d’un très grand nombre d’archives communales et départementales lui permettent de renouveler l’étude des communautés urbaines dans la France médiévale : ses leçons de l’École des hautes études portent sur ce thème et il publie plusieurs livres, parmi lesquels Les Établissements de Rouen (1883-1885), Étude sur les origines de la commune de Saint-Quentin (1887) ou Sur les relations de la royauté avec les villes de France de 1180 à 1314 (recueil de documents, 1885).
Les écoles historiques françaises et allemandes étaient alors en concurrence. Afin de n’être pas en reste, les études diplomatiques sont donc relancées en France, particulièrement à l’École des chartes où Arthur Giry devient l’assistant (1883) puis le successeur (1885) de Louis de Mas Latrie après avoir été secrétaire de l’École pendant sept ans (depuis 1878). Il devient ainsi le deuxième père de la diplomatique, après Mabillon, publiant son Manuel de diplomatique (1894), encore utilisé aujourd’hui.
Il est élu à l'Académie des inscriptions et belles-lettres le 4 décembre 1896. La même année, le 29 décembre 1896, il est nommé chevalier de la Légion d’honneur.
Il entreprend aussitôt avec ses élèves l’édition des diplômes carolingiens pour les Monumenta Germaniae Historica ainsi que des annales de l’époque, prenant lui-même en charge celles du règne de Charles le Chauve. Il meurt avant d’avoir fini ses dernières œuvres. S’intéressant également à l’archéologie, il étudie plus particulièrement les traités médiévaux parlant des procédés techniques en usage dans l’art et dans l’industrie. Il donne une nouvelle édition du Diversarum artium schedula de Théophile et passe tous ses samedis matin au laboratoire du chimiste Aimé Girard au Conservatoire des arts et métiers. Les résultats sont utilisés par Marcellin Berthelot dans le premier volume de son ouvrage Chimie au Moyen Âge (1894).
Participant actif à la Collection de textes relatifs à l’histoire du Moyen Âge, pour laquelle il écrit plus d’une centaine d’articles, il directeur de la section « histoire de France » de La Grande Encyclopédie. Il rédige également plusieurs chapitres de l’Histoire générale de Lavisse et Rambaud.

### Affaire Dreyfus
Arthur Giry n’a jamais caché ses opinions politiques avancées. Ami de Paul Meyer ou de Gabriel Monod, il collabore à la laïque et républicaine Revue historique. Franc-maçon, libre-penseur, il n’a cependant aucune activité politique. C’est un pur positiviste, radical, savant, érudit et athée, ce qui ne l’empêche pas d’adhérer à certaines entreprises telles que le Comité de défense des Arméniens ou le Comité pour la protection des indigènes.
Ses compétences de diplomatiste et de paléographe sont mises à profit lors de l’affaire Dreyfus : il est alors appelé comme expert aux côtés d’Émile et Auguste Molinier, de Paul Meyer ou de Paul Viollet. Émile Zola, lui demande, en 1898, d’expertiser le bordereau afin de déterminer s’il s’agit de l’écriture de Dreyfus. Giry réagit devant les documents en cause comme devant une charte médiévale : il prévient Zola qu’il rendra ses conclusions publiques, qu’elles soient en faveur de Dreyfus ou non. Après étude, il conclut à l’innocence de Dreyfus et à la ressemblance des écritures du bordereau et d’Esterhazy. Dans une série d’articles parus dans le Siècle, il démontrera par la méthode la plus rigoureuse que la lettre lue par Pellieux au procès Zola était un faux.
Il participe à la création de la Ligue des droits de l’homme et fait partie du premier comité directeur. En 1899, il est de nouveau appelé à participer au procès en cassation (avec Charavay, Paul Meyer et Auguste Molinier), où il attribue formellement le bordereau à Esterhazy : la cour casse le verdict de 1894. Il participe encore au procès de Rennes la même année, où sa déposition a été un véritable modèle de critique pénétrante et lumineuse, mais meurt prématurément peu après de la fièvre typhoïde contractée à Rennes. Son enterrement au cimetière du Montparnasse rassemble de très nombreuses personnalités dont Émile Zola, Joseph Reinach ou Georges Clemenceau. Le très catholique Paul Viollet y lit un discours qui exalte l’humanisme du franc-maçon voltairien Giry. Ces obsèques constituent un hommage au dreyfusisme désintéressé et aux luttes menées dans le seul but de faire éclater la vérité.

## Publications
- L’École des chartes, 1875.

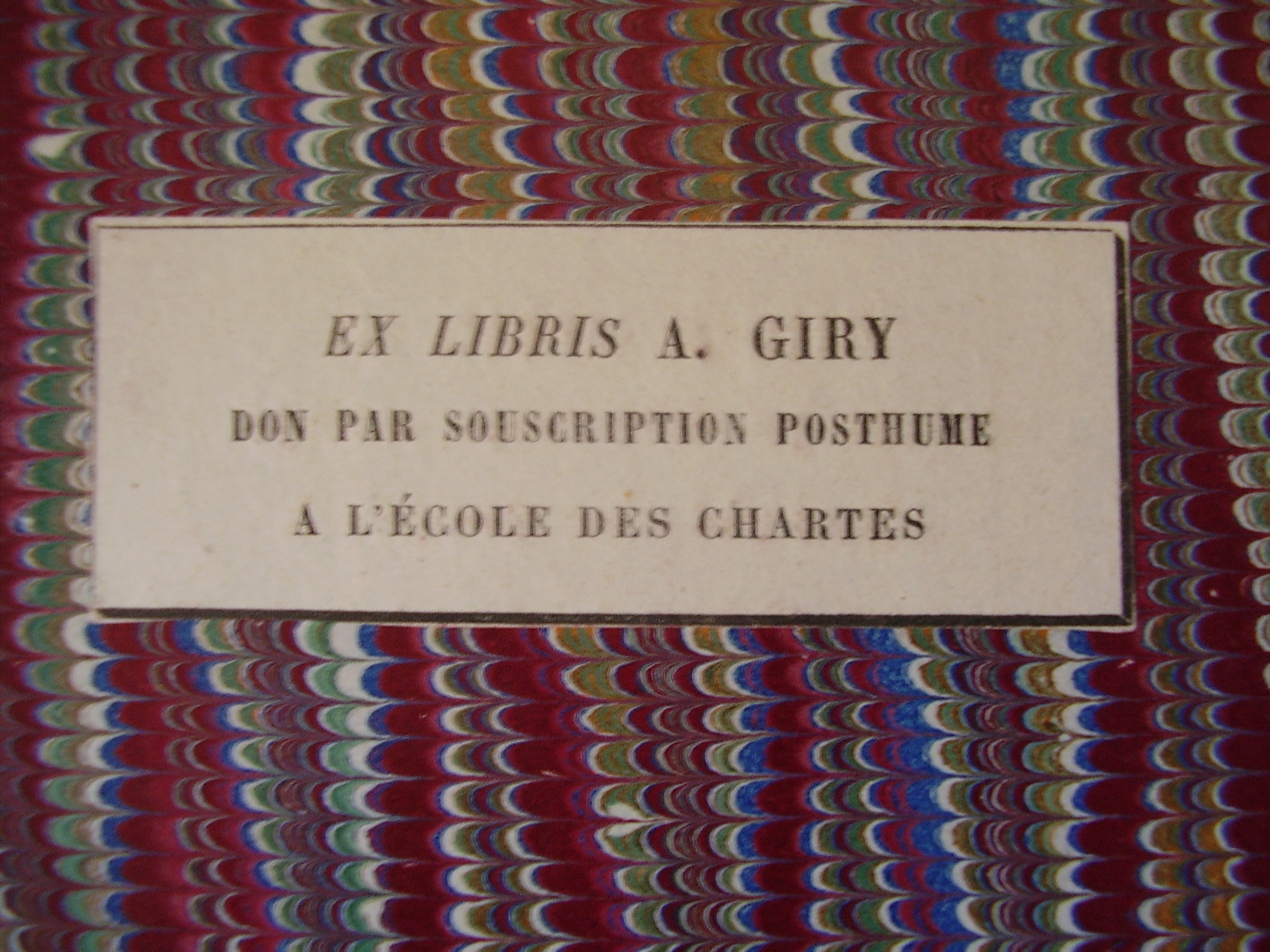
Ex-libris d’Arthur Giry qui a légué sa bibliothèque à l’École nationale des chartes.

- Grégoire VII et les évêques de Térouane, 1876 (lire en ligne)
- Les Établissements de Rouen, 1883.
- Analyse et extraits d’un registre des archives municipales de Saint-Omer, 1166-1778, 1875.
- Notes sur l’Influence artistique du Roi René, 1875.
- Histoire de la ville de Saint-Omer et de ses institutions (second prix Gobert 1878 de l'Académie des inscriptions et belles-lettres), Paris, Friedrich Vieweg (en), 1877, xii-609, in-8° (OCLC 368753353, lire en ligne).
- Notice sur un traité du Moyen Âge intitulé : De coloribus et artibus Romanorum, Paris, Imprimerie nationale, 1878.
- Recueil de fac-similés à l’usage de l’École des chartes, 1880.
- Chartes de Saint-Martin de Tours collationnés par Baluze, 1881.
- Cartulaires de l’église de Térouane, Saint-Omer, Fleury-Lemaire, 1881, 437 p., 28 cm (OCLC 26106014, lire en ligne).
- Jules Quicherat, 1814-1882, 1882.
- Documents sur les relations de la royauté avec les villes en France de 1180 à 1314, 1885.
- Mélanges d’archéologie et d’histoire, 1885-1886.
- Études sur les origines de la commune de Saint-Quentin, 1887.
- Les Derniers Carolingiens, Lothaire, Louis V, Charles de Lorraine (954-991), 1891.
- Manuel de diplomatique : diplômes et chartes, chronologie technique, éléments critiques et parties constitutives de la teneur des chartes, les chancelleries, les actes privés, Paris, Félix Alcan, 1894, xvi-944, 2 vol. ; 24 cm (lire en ligne sur Gallica)L’édition en ligne est celle de 1925.
- La Donation de Rueil à l’abbaye de Saint-Denis, examen critique de trois diplômes de Charles le Chauve, 1895.
- La France et l’Affaire Dreyfus, 1899.
- Étude critique de quelques documents angevins de l’époque carolingienne, 1900.
- Notices bibliographiques sur les archives des églises et des monastères de l’époque carolingienne, 1901.
- Monuments de l’histoire des abbayes de Saint-Philibert (Noirmoutier, Grandlieu, Tournus), 1905.
- Recueil des actes de Charles II le Chauve, roi de France, commencé par Arthur Giry, continué par Maurice Prou, terminé et publ. sous la dir. de Ferdinand Lot et Clovis Brunel, 1955.

## Distinctions
- Chevalier de la Légion d'honneur